# Limonenoxide
Limonenoxide (auch Dipentenoxide) heißen bestimmte chemische Verbindungen, die sich von Limonenen ableiten und aus diesen Stoffen durch Oxidation entstehen. Chemisch handelt es sich um cyclische Ether von Monoterpenen. Mehrere Limonenoxide sind allergieauslösend und mitverantwortlich für die allergiefördernde Wirkung vieler ätherischer Öle und der darin enthaltenen Monoterpene.
Der Gehalt von Limonenoxiden in ätherischen Ölen von Zitrus-Arten steigt bereits innerhalb weniger Wochen nach Extraktion und bei Zimmertemperatur. Der Anstieg des Limonenoxidgehalts in Kümmelöl wird sowohl von Wärme als auch Licht beschleunigt.

## Mitglieder der Stoffgruppe
Zu den Limonenoxiden zählen
- Limonen-1,8-monoxid, siehe 1,8-Cineol
- Limonen-1,2-monoxide (LMO) sind Zwischenprodukte bei der Synthese von Carveol und Carvon:[8]
  - cis-(+)- und trans-(+)-Limonen-1,2-oxid (CAS-Nummer 1195-92-2), zwei Allergene aus der Oxidation von D-(+)-Limonen. Farblose, die Augen und Haut reizende Flüssigkeiten mit leichtem Zitrusgeruch und einem Siedepunkt von 74 bis 75 °C (cis) und 77 °C (trans), bzw. 113–114 °C bei 67 mbar. Die Dichte ist 0,93 g/ml.[9]
  - cis-(–)- und trans-(–)-Limonen-1,2-oxid, aus der Oxidation von L-(–)-Limonen
- Limonen-1,2:8,9-dioxide (LDO, CAS-Nummer 96-08-2) sind ebenfalls farblose Flüssigkeiten mit leichtem Zitrusgeruch. Sie haben einen Siedepunkt von 242 °C und eine Dichte von 1,03 g/ml. Sie werden verwendet, um die Viskosität von Epoxidharzen zu verringern.[10][11]

## Herstellung
Die Herstellung eines Limonen-1,2-oxid-Racemats erfolgt einfach über säurekatalysierte Oxidation des entsprechenden Limonens mit Luft oder mithilfe von Persäuren wie Peressigsäure. Bei der stereospezifischen Synthese von Limonen-1,2-oxiden macht man sich neben fraktionierter Destillation Asymmetrieen verschiedener Reaktionen zunutze. Zum Beispiel verläuft die Umlagerung der beiden D-Limonen-1,2-oxide zum entsprechenden Dihydrocarvon unterschiedlich schnell und durch Abbruch der Reaktion kann fast reines trans-Isomer zurückgehalten werden.
Die Oxidation von Limonen mit N-Sulfonyloxaziridin verläuft doppelt asymmetrisch; während D-Limonen fast gleiche Anteile im Racemat ergibt, ist die Reaktion von L-Limonen stark enantioselektiv:

## Pharmakologie
Limonenoxide erhöhen die Aufnahmegeschwindigkeit von Haloperidol durch die menschliche Epidermis; der Mechanismus scheint das aggressive Verhalten der Oxide gegenüber den Hautschichten zu sein.